# 26 maart
26 maart is de 85ste dag van het jaar (86ste dag in een schrikkeljaar) in de gregoriaanse kalender. Hierna volgen nog 280 dagen tot het einde van het jaar.

## Gebeurtenissen
- Algemeen

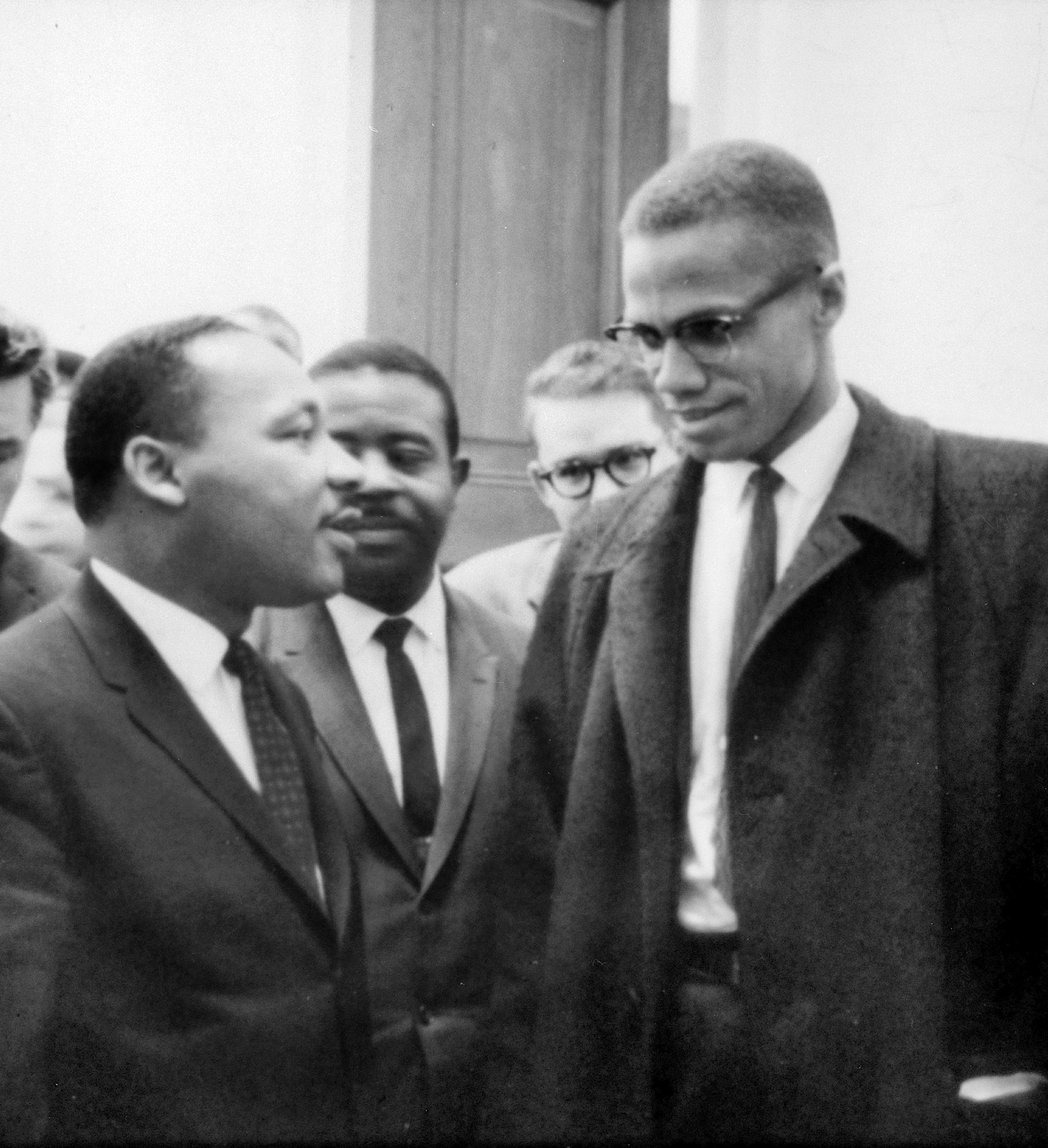
Martin Luther King en Malcolm X ontmoeten elkaar voor een persconferentie, beide mannen waren naar de senaat gekomen om te luisteren naar het debat over de "Civil Rights Act", 26 maart 1964

  - 1806 - Het Zwitserse kanton Thurgau voert op 26 maart 1806, door toedoen van Sanitätsrat Jakob Christoph Scherb, als eerste Europese staat een vaccinatieplicht voor pokken in.[1][2]
  - 1872 - Bij Owens Valley (Californië) ontstaat een aardverschuiving over 50 kilometer lengte.
  - 2007 - In de Nigeriaanse plaats Gadako komen meer dan zeventig mensen om het leven nadat een vrachtwagen kantelt en in brand vliegt.
  - 2024 - Het Singaporese containerschip Dali komt in aanvaring met een van de steunpilaren van de Francis Scott Key Bridge in Baltimore. De brug stort praktisch volledig in, behalve een deel aan beide oevers van de rivier.[3]
- Economie
  - 1991 - De presidenten van Brazilië, Argentinië, Paraguay en Uruguay ondertekenen een blauwdruk voor een gemeenschappelijke markt van de evenaar tot Antarctica.
- Kunst en cultuur
  - 1920 - This side of paradise, het eerste boek van F. Scott Fitzgerald, verschijnt.
  - 2025 - Honderden fans nemen afscheid van de overleden Rob de Nijs in theatercomplex DeLaMar.
- Oorlog
  - 1873 - De Nederlandse gouvernementscommissaris Nieuwenhuijzen stelt, mede namens gouverneur-generaal Loudon, een ultimatum aan Aladin Mahmoed Shah, de sultan van Atjeh (zie ook Eerste Atjehexpeditie en Atjehoorlog).
  - 1940 - De vliegers Noomen en De Vries halen in hun Fokker G.I-jachtkruiser een Whitley-bommenwerper van de Britse RAF neer die het Nederlandse luchtruim schendt.
  - 1979 - Egypte en Israël tekenen een vredesverdrag, waarbij Egypte het eerste Arabische land is dat Israël erkent.
  - 2003 - In de Golfoorlog missen twee kruisraketten doel, en slaan op een marktplein in Bagdad in.
- Politiek
  - 1744 - Blijde intrede van Maria Anna van Oostenrijk in Brussel
  - 1866 - Carol I van Roemenië wordt verkozen tot domnitor (vorst) van Roemenië.
  - 2000 - Vladimir Poetin wint de presidentsverkiezingen in Rusland.
- Religie
  - 1370 - Elisabeth van Nassau-Hadamar wordt gekozen tot abdis van het Sticht Essen.
  - 1932 - Guillaume Lemmens wordt bisschop van Roermond na het overlijden van Laurentius Schrijnen.
  - 1967 - Vijfde encycliek van Paus Paulus VI, Populorum Progressio, over de ontwikkeling van de volkeren.
- Sport
  - 1972 - Walter Planckaert wint de zevende editie van Nederlands enige wielerklassieker, de Amstel Gold Race.
  - 1977 - Het Nederlands voetbalelftal verslaat België met 2-0 in de kwalificatiereeks voor het WK voetbal 1978. Johnny Rep en Johan Cruijff schieten raak.
  - 1980 - In Parijs speelt het Nederlands voetbalelftal met 0-0 gelijk tegen Frankrijk in de voorbereiding op het EK voetbal 1980. Verdediger Luuk Balkestein van Sparta maakt zijn debuut voor Oranje.
  - 2002 - Oprichting van de Colombiaanse voetbalclub Boyacá Chicó.
  - 2004 - Ian Crocker duikt in New York voor het eerst én tot twee keer toe onder de grens van vijftig seconden op de 100 meter vlinderslag kortebaan (25 meter); de Amerikaan scherpt het wereldrecord aan tot 49,77 en vervolgens tot 49,07.
  - 2007 - De Oostenrijkse voetbalclub Grazer AK krijgt 22 punten in mindering gebracht wegens zware financiële problemen.
  - 2017 - De KNVB ontslaat Danny Blind als bondscoach van het Nederlands voetbalelftal, een dag na de dramatische 2-0 nederlaag van Oranje tegen Bulgarije in de WK-kwalificatie.
- Wetenschap en technologie
  - 1636 - Opening van de Universiteit Utrecht.
  - 1851 - In het Panthéon in Parijs demonstreert de Franse wetenschapper Léon Foucault met een slinger van 67 meter dat de aarde draait.
  - 1906 - De Electrotechnische Vereeniging (ETV) wordt opgericht.
  - 1937 - De Amerikaanse raketontwikkelaar Robert Goddard schiet een raket tot een hoogte van 2750 meter, de grootste hoogte die hij met een raket heeft bereikt.
  - 1953 - Jonas Salk maakt het bestaan van zijn vaccin tegen polio wereldkundig.
  - 1958 - Lancering van Explorer 3 door US Army. Het is de derde satelliet van de Verenigde Staten.[4]
  - 1969 - Kerncentrale Dodewaard wordt in gebruik genomen. Koningin Juliana verricht de opening.
  - 1997 - Kerncentrale Dodewaard wordt uit bedrijf genomen.
  - 2012 - Regisseur James Cameron daalt met een duikboot in de Marianentrog af tot 10.898 meter diepte.
  - 2014 - In een artikel in Nature maken wetenschappers bekend dat er tijdens een waarnemingssessie op 3 juni 2013 een ringsysteem is gevonden bij de planetoïde (10199) Chariklo. Het is het vijfde en op dit moment tevens het kleinste object waarbij ringen zijn gevonden.[5]
  - 2023 - Lancering van een LVM-3 raket van ISRO vanaf Satish Dhawan Space Centre voor de OneWeb #18 missie met 36 communicatiesatellieten die deel gaan uitmaken van de OneWeb constellatie. De eerste generatie van de OneWeb constellatie is nu klaar en is de eerste voltooide constellatie in een lage aardbaan voor het leveren van breedband-diensten.[6][7]
  - 2024 - Lancering van een Falcon 9 raket van SpaceX vanaf Cape Canaveral Space Force Station Lanceercomplex 40 (SLC-40) voor de Starlink Group 6-46 missie met 23 Starlink satellieten.[8]
  - 2024 - Lancering met een Lange Mars 6 raket van China Aerospace Science Corporation (CASC) vanaf lanceerbasis Taiyuan LC-9A van de Yunhai 3-02 missie met de gelijknamige onderzoekssatelliet.[9]

## Geboren

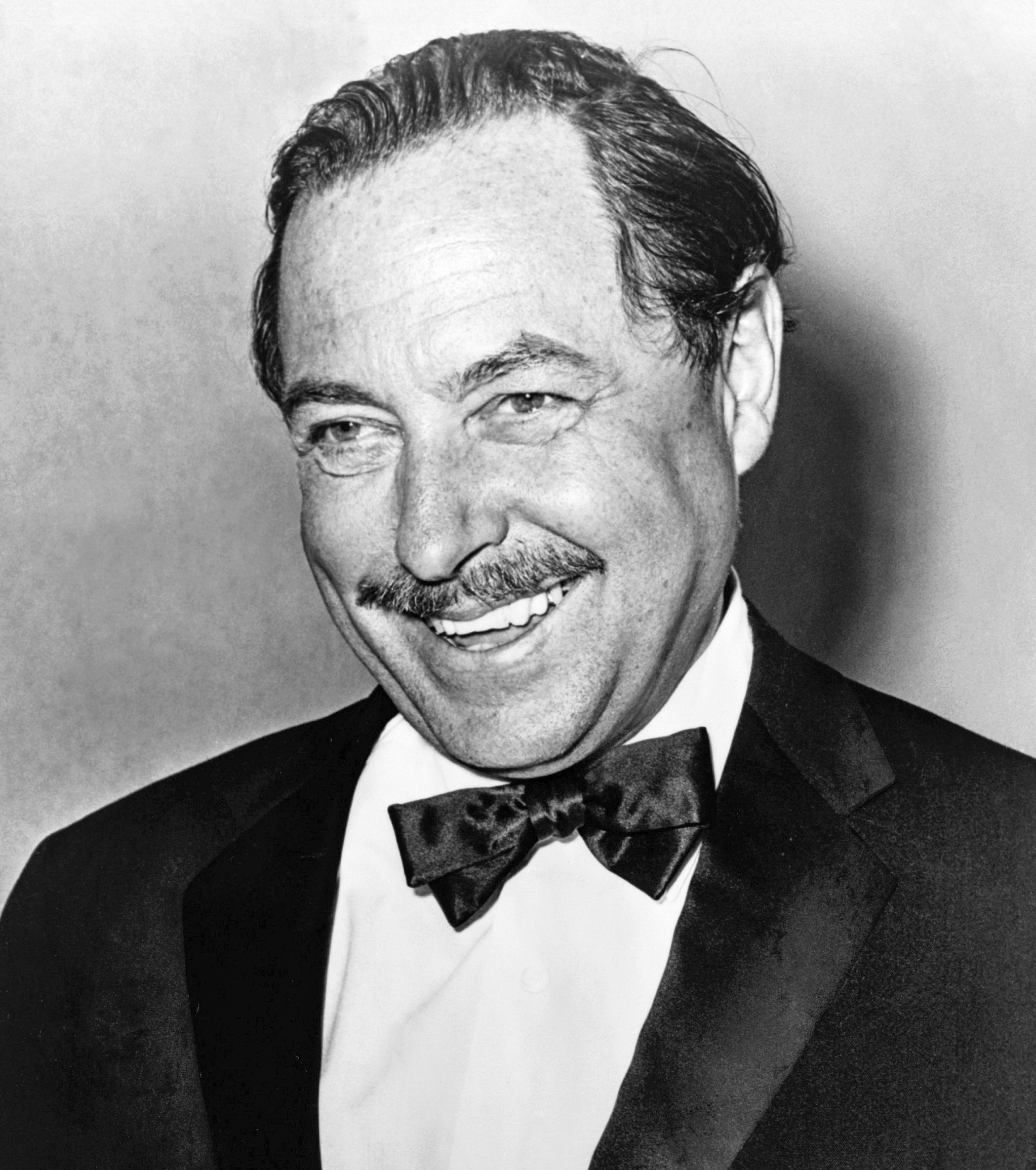
Tennessee Williams
geboren in 1911

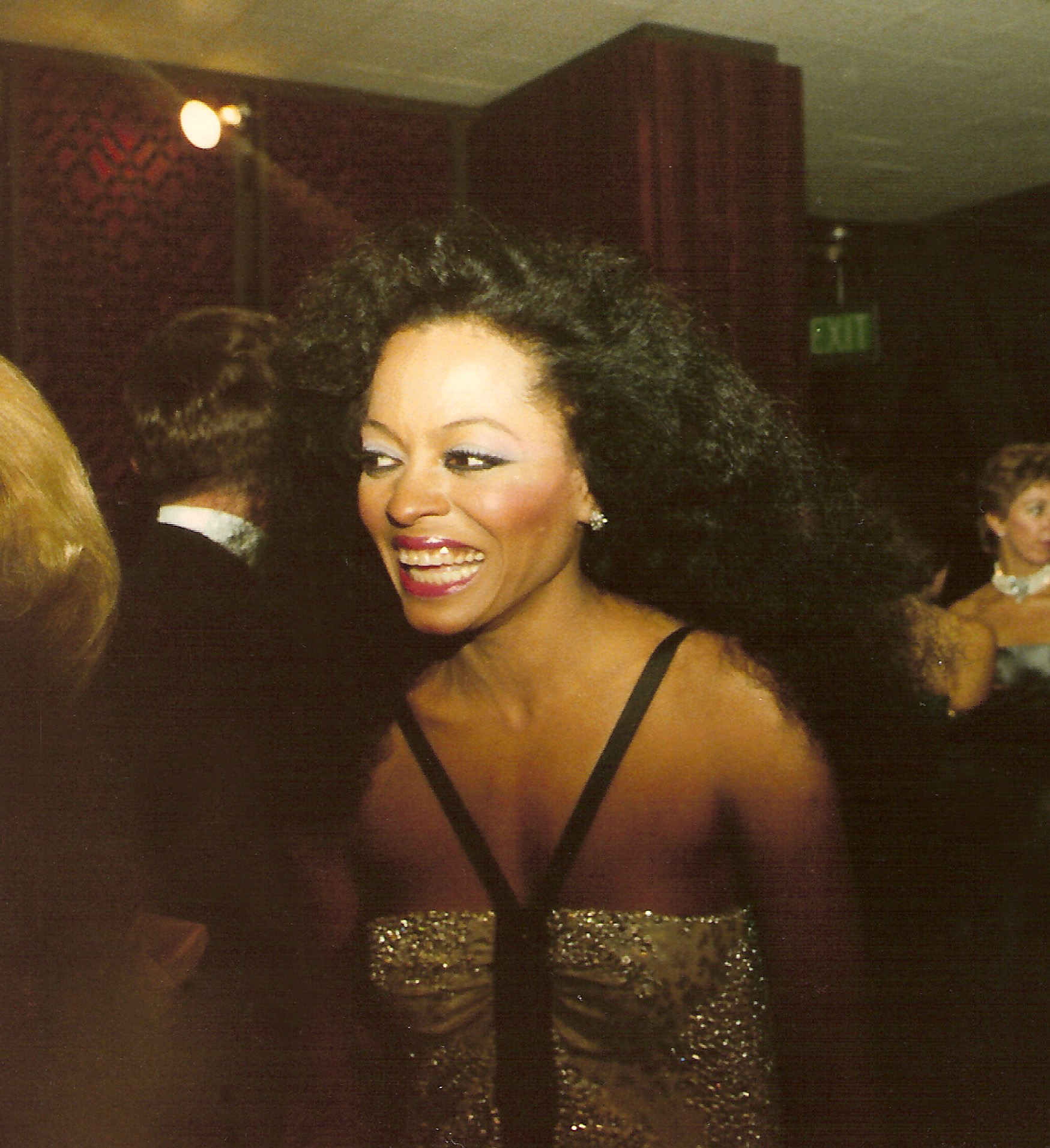
Diana Ross
geboren in 1944

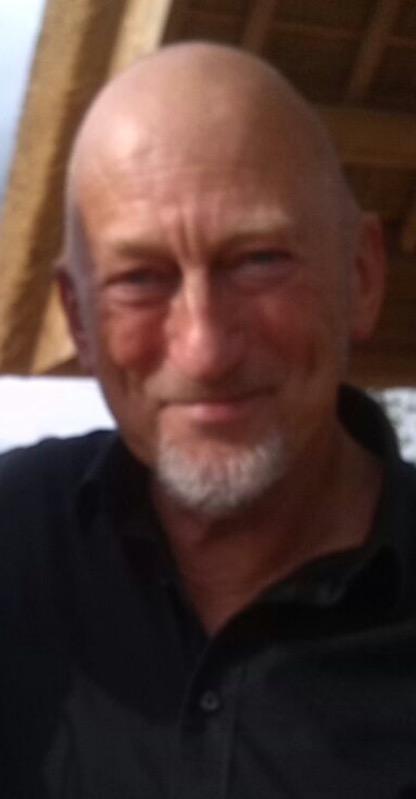
Gerard van Maasakkers
geboren in 1949

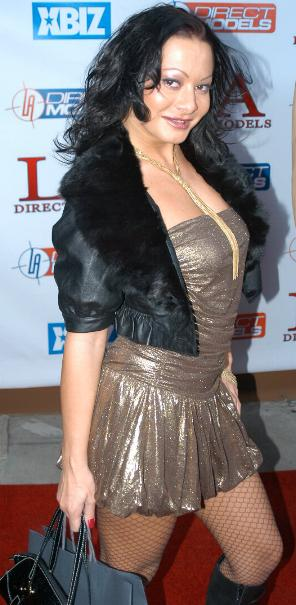
Sandra Romain
geboren in 1978

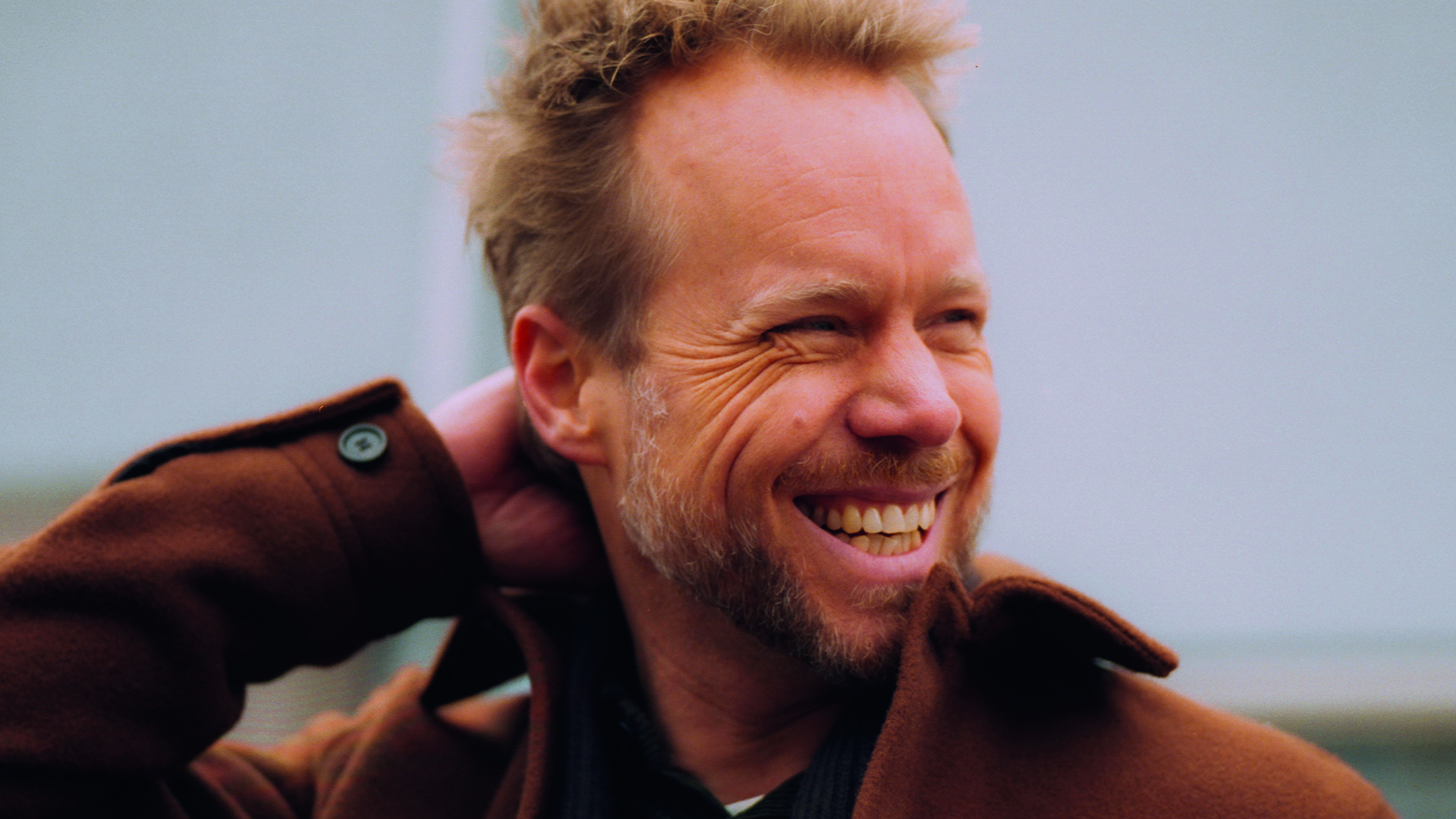
Diggy Dex
geboren in 1980

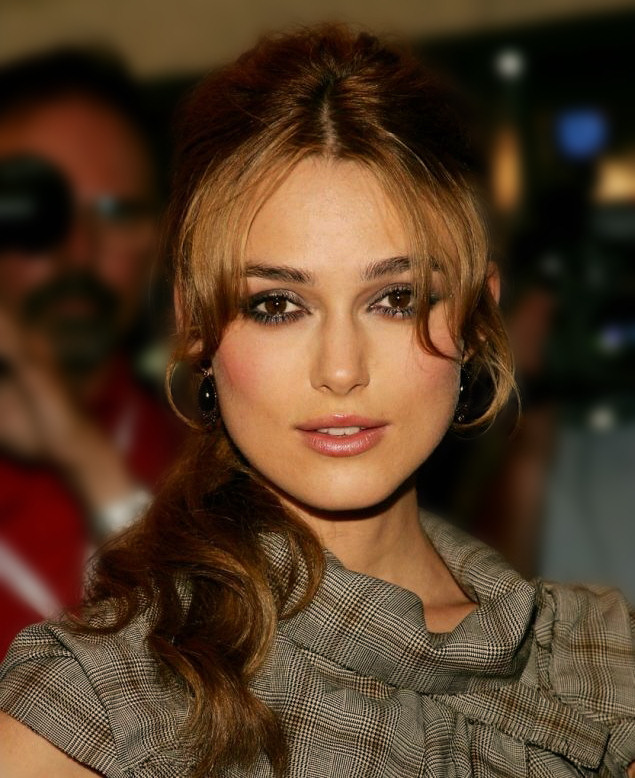
Keira Knightley
geboren in 1985

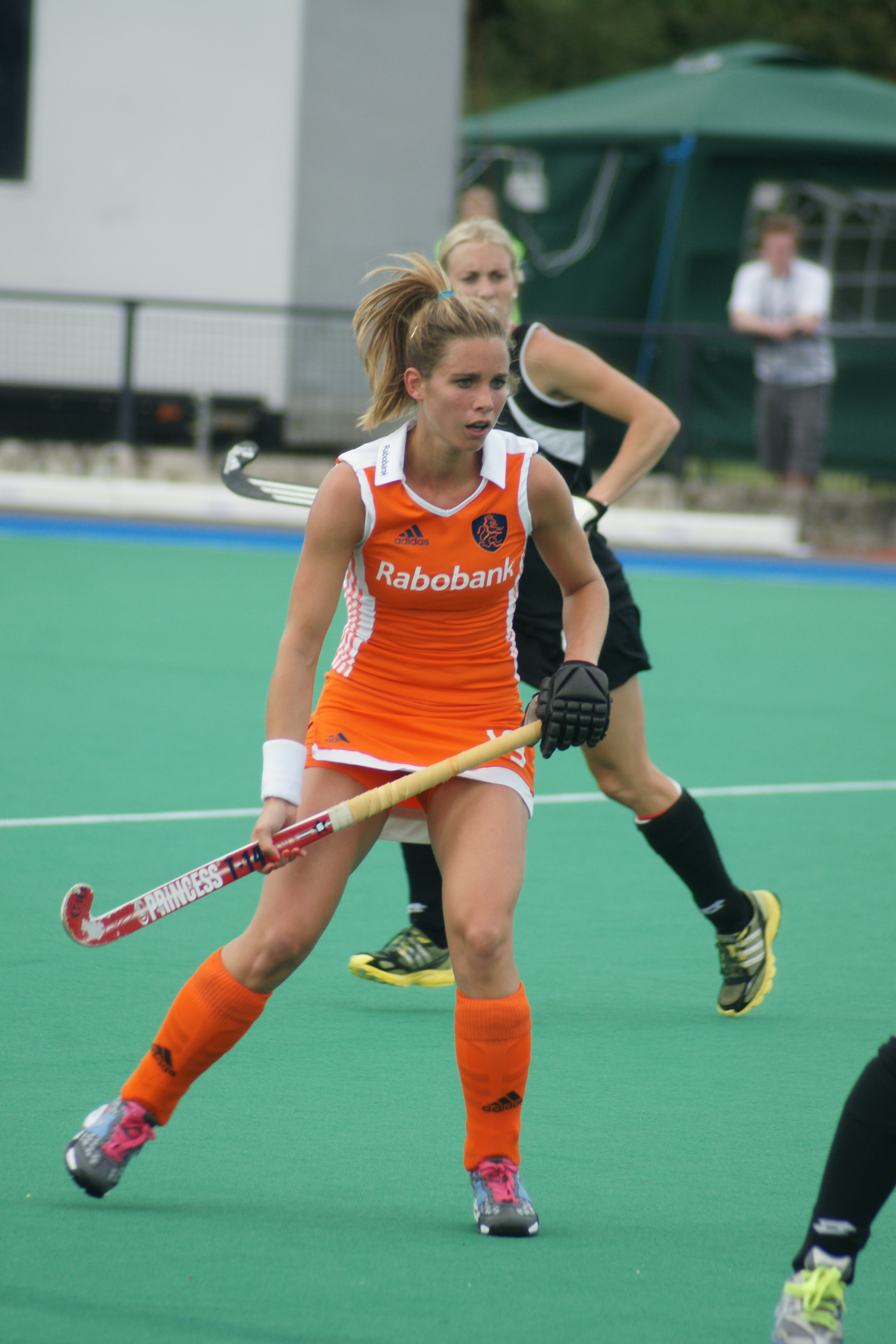
Ellen Hoog
geboren in 1986

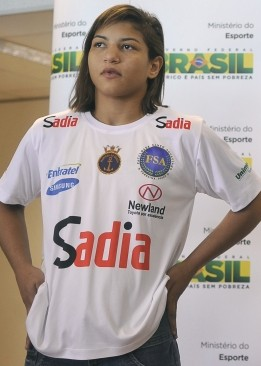
Sarah Menezes
geboren in 1990

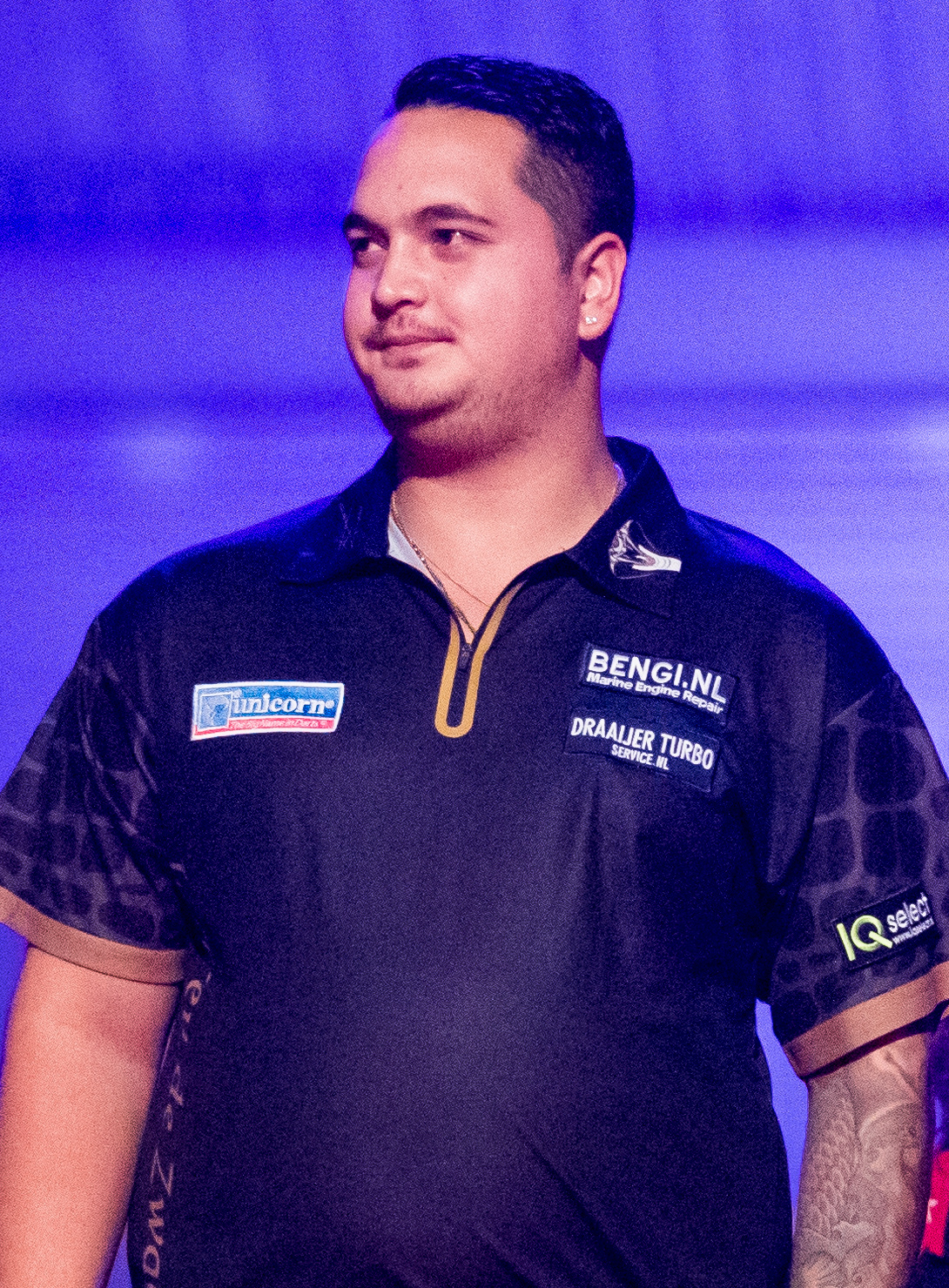
Jeffrey de Zwaan
geboren in 1996

- 605 - Pacal de Grote, ahau van Palenque (overleden 683)
- 1595 - Johan Filips van Nassau-Idstein, graaf van Nassau-Idstein (overleden 1599)
- 1662 - Marie Louise van Orléans, koningin van Spanje (overleden 1689)
- 1690 - Jan Wandelaar, Nederlands kunstschilder, graveur en etser (overleden 1759)
- 1859 - A.E. Housman, Engels schrijver (overleden 1936)
- 1879 - Viggo Brodersen, Deens componist/organist (overleden 1965)
- 1886 - Hoyte Jolles, Nederlands schout-bij-nacht (overleden 1979)
- 1894 - Will Wright, Amerikaans acteur (overleden 1962)
- 1897 - Sepp Herberger, Duits voetballer en voetbaltrainer (overleden 1977)
- 1898 - Rudolf Dassler, Duits ondernemer, oprichter Puma (overleden 1974)
- 1900 - Giovanni Urbani, Italiaans kardinaal-patriarch van Venetië (overleden 1969)
- 1902 - Robert Morrison, Brits roeier (overleden 1980)
- 1904 - Joseph Campbell, Amerikaans literatuurwetenschapper (overleden 1987)
- 1908 - Franz Stangl, Oostenrijks SS'er (overleden 1971)
- 1910 - Jacques Nathan Garamond, Frans beeldend kunstenaar (overleden 2001)
- 1911 - Lennart Atterwall, Zweeds atleet (overleden 2001)
- 1911 - Romeu Pellicciari (Romeu), Braziliaans voetballer (overleden 1971)
- 1911 - Tennessee Williams, Amerikaans schrijver (overleden 1983)
- 1913 - Paul Erdős, Hongaars wiskundige (overleden 1996)
- 1914 - William Westmoreland, Amerikaans generaal (overleden 2005)
- 1917 - Rufus Thomas, Amerikaans zanger (overleden in 2001)
- 1921 - Åke Larsson, Zweeds componist en muzikant (overleden 2009)
- 1923 - Gert Bastian, Duits generaal en politicus (overleden 1992)
- 1923 - Elizabeth Jane Howard, Brits schrijfster (overleden in 2014)
- 1925 - Pierre Boulez, Frans componist en dirigent (overleden in 2016)
- 1925 - James Moody, Amerikaans jazzsaxofonist, jazzcomponist en fluitspeler (overleden 2010)
- 1930 - Gregory Corso, Amerikaans dichter (overleden 2001)
- 1930 - Sandra Day O'Connor, Amerikaans juriste/voormalig rechter Federale Hooggerechtshof (overleden 2023)
- 1931 - Leonard Nimoy, Amerikaans acteur (overleden 2015)
- 1933 - Renato Pirocchi, Italiaans autocoureur (overleden 2002)
- 1934 - Alan Arkin, Amerikaans acteur (overleden 2023)
- 1934 - Edvaldo Alves de Santa Rosa (Dida), Braziliaans voetballer (overleden 2002)
- 1935 - Mahmoud Abbas, president van de Palestijnse Autoriteit
- 1937 - Karl van Hessen, Duits royalty (overleden 2022)
- 1937 - Hellen Huisman, Nederlands (stem)actrice (overleden 2012)
- 1937 - Ahmed Qurei, Palestijns politicus (overleden 2023)
- 1938 - Anthony Leggett, Engels natuurkundige, winnaar van de Nobelprijs voor Natuurkunde in 2003
- 1940 - James Caan, Amerikaans acteur (overleden 2022)
- 1940 - Servaes Huys, Nederlands politicus (overleden 2016)
- 1940 - Thom Mercuur, Nederlands kunstverzamelaar, kunsthandelaar, galeriehouder, curator, uitgever, museumdirecteur (overleden 2016)
- 1940 - Nancy Pelosi, Amerikaans politica
- 1941 - Richard Dawkins, Brits bioloog
- 1941 - Lella Lombardi, Italiaans autocoureur (enige vrouw die ooit punten scoorde in de Formule 1, overleden 1992)
- 1942 - Erica Jong, Amerikaans schrijfster
- 1943 - Herman Wekker, Surinaams-Nederlands taalgeleerde en hoogleraar (overleden 1997)
- 1943 - Bob Woodward, Amerikaans journalist
- 1944 - Maïté Duval, Nederlands beeldhouwer en tekenaar (overleden 2019)
- 1944 - Janusz Kowalik, Pools-Nederlands voetballer en voetbaltrainer
- 1944 - Igor Mitoraj, Pools beeldhouwer (overleden 2014)
- 1944 - Diana Ross, Amerikaans zangeres
- 1944 - Walter Van Renterghem, Belgisch atleet
- 1945 - Enrico Paolini, Italiaans wielrenner (overleden 2025)
- 1946 - Johnny Crawford, Amerikaans acteur en zanger (overleden 2021)
- 1946 - Dick Langerhorst, Nederlands zwemmer (overleden 2008)
- 1946 - Jacques Vriens, Nederlands schrijver
- 1947 - Johan Dijkstra, Nederlands voetballer
- 1948 - Richard Tandy, Brits keyboardspeler (Electric Light Orchestra) (overleden 2024)
- 1948 - Steven Tyler, Amerikaans zanger
- 1949 - Gerard van Maasakkers, Nederlands zanger
- 1949 - Patrick Süskind, Duits schrijver
- 1949 - Jos Van Oosterwyck, Belgisch muziekkenner
- 1950 - Teddy Pendergrass, Amerikaans zanger en componist (overleden 2010)
- 1950 - Martin Short, Canadees komiek
- 1950 - Alan Silvestri, Amerikaans componist en muzikant
- 1952 - David Amess, Brits politicus (overleden 2021)
- 1952 - Willington Ortiz, Colombiaans voetballer
- 1956 - Gene Bervoets, Belgisch acteur en presentator
- 1956 - Kas van Iersel, Nederlands presentator en radio-dj
- 1957 - Oliver Hirschbiegel, Duits regisseur
- 1958 - Elio De Angelis, Italiaans autocoureur (overleden 1986)
- 1959 - Jozef Lieckens, Belgisch wielrenner
- 1959 - Johan van Mil, Nederlands schaker (overleden 2008)
- 1959 - Charles van der Voort, Nederlands officier van justitie
- 1960 - Jennifer Grey, Amerikaans actrice
- 1960 - Allan Peiper, Australisch wielrenner
- 1960 - Axel Prahl, Duits acteur
- 1960 - Graeme Rutjes, Nederlands voetballer
- 1961 - Phara de Aguirre, Belgisch journaliste
- 1962 - Keith Diamond, Amerikaans acteur
- 1962 - Joeri Gidzenko, Russisch kosmonaut
- 1962 - Maarten de Jong, Nederlands voetballer
- 1962 - Paul de Leeuw, Nederlands zanger, televisiepresentator en cabaretier
- 1962 - Jan Mokkenstorm, Nederlands psychiater (overleden 2019)
- 1963 - Dan-Ola Eckerman, Fins voetballer (overleden 1994)
- 1964 - Michael Frontzeck, Duits voetballer
- 1965 - Trey Azagthoth, Amerikaans gitarist
- 1965 - Jonathan Glazer, Brits regisseur
- 1966 - Michael Imperioli, Amerikaans acteur
- 1966 - Helena Javornik, Sloveens atlete
- 1968 - Kirsten Barnes, Canadees roeister
- 1968 - Michel van Egmond, Nederlands journalist en schrijver
- 1968 - James Iha, Amerikaans rockgitarist
- 1968 - Martijn Krabbé, Nederlands radio- en tv-presentator
- 1968 - Klasina Seinstra, Nederlands schaatsster
- 1968 - Christopher Ward, Brits schaker
- 1969 - Rolf Muntz, Nederlands golfer
- 1970 - Kees Boot, Nederlands acteur
- 1970 - Paul Bosvelt, Nederlands voetballer
- 1970 - Jelle Goes, Nederlands voetbalcoach
- 1971 - Rory McLeod, Engels snookerspeler
- 1971 - Erick Morillo, Amerikaans dj en muziekproducent (overleden 2020)
- 1971 - Anouk van Nes, Nederlands actrice
- 1973 - Ryan Bolton, Amerikaans triatleet
- 1973 - Sébastien Charpentier, Frans motorcoureur
- 1973 - Ivica Kralj, Servisch voetbaldoelman
- 1974 - Marek Ujlaky, Slowaaks voetballer
- 1975 - Freya Van den Bossche, Belgisch politica
- 1975 - Arjan Kleton, Nederlands cabaretier
- 1975 - Guus Vogels, Nederlands hockeyer
- 1976 - Stefan van Blitterswijk, Nederlands schaker
- 1976 - Óscar Sonejee, Andorrees voetballer
- 1977 - Hervé Banti, Monegaskisch triatleet
- 1977 - Morgan De Sanctis, Italiaans voetballer
- 1978 - Debbie Dunn, Jamaicaans/Amerikaans atlete
- 1978 - Gerard Ekdom, Nederlands radio-dj
- 1978 - Dicky Palyama, Nederlands badmintonner
- 1978 - Sandra Romain, Roemeens pornoactrice
- 1978 - Martin Šonka, Tsjechisch piloot
- 1979 - Elvira Stinissen, Nederlands paralympisch sportster
- 1979 - John Vooijs, Nederlands musicalacteur, zanger en stemacteur
- 1980 - Diggy Dex, Nederlands rapper, zanger en liedjesschrijver
- 1980 - Darryl O'Young, Canadees-Hongkongs autocoureur
- 1980 - Sérgio Paulinho, Portugees wielrenner
- 1980 - José van der Veen, Nederlands atlete
- 1981 - Danny Brown, Amerikaans rapper
- 1982 - Zekiros Adanech, Ethiopisch atlete
- 1983 - Toni Elías, Spaans motorcoureur
- 1984 - Felix Neureuther, Duits alpineskiër
- 1984 - Annette Schwarz, Duits pornoactrice
- 1984 - Sara Jean Underwood, Amerikaans model en actrice
- 1985 - Jurgen François, Belgisch wielrenner
- 1985 - Matt Grevers, Amerikaans zwemmer
- 1985 - Keira Knightley, Engels actrice
- 1986 - Brahim El Bahri, Marokkaans voetballer
- 1986 - Ellen Hoog, Nederlands hockeyster
- 1986 - Henrik L'Abée-Lund, Noors biatleet
- 1986 - Paul Voss, Duits wielrenner en veldrijder
- 1987 - Yui Yoshioka, Japans zangeres
- 1989 - Xander Houtkoop, Nederlands voetballer
- 1989 - Simon Kjær, Deens voetballer
- 1989 - Federico Mancuello, Argentijns-Italiaans voetballer
- 1990 - Federico Grabich, Argentijns zwemmer
- 1990 - Sarah Menezes, Braziliaans judoka
- 1990 - Romain Saïss, Marokkaans-Frans voetballer
- 1991 - Ryan Cullen, Iers-Cypriotisch autocoureur
- 1991 - Stallone Limbombe, Belgisch-Congolees voetballer
- 1991 - Barbara Lorsheijd, Nederlands voetbalster
- 1991 - Thomas Meißner, Duits voetballer
- 1991 - Luigi Vaccaro, Belgisch-Italiaans voetballer
- 1992 - Elias Ambühl, Zwitsers freestyleskiër
- 1992 - Jess Bush, Australisch actrice en model
- 1992 - Kathrine Heindahl, Deens handbalster
- 1992 - Stefan Luitz, Duits alpineskiër
- 1992 - Alexander Maes, Belgisch voetballer
- 1992 - Kevin Ortega, Peruviaans voetbalscheidsrechter
- 1992 - Stoffel Vandoorne, Belgisch autocoureur
- 1993 - Jelle Geens, Belgisch triatleet
- 1993 - Grainne Murphy, Iers zwemster
- 1994 - Gaspar Iñíguez, Argentijns voetballer
- 1994 - Michael Olunga, Keniaans voetballer
- 1995 - Bilal Başacıkoğlu, Turks-Nederlands voetballer
- 1995 - Haris Memiç, Nederlands-Turks voetballer
- 1996 - Jonathan Bamba, Frans-Ivoriaans voetballer
- 1996 - Jeffrey de Zwaan, Nederlands darter
- 1997 - Ferro, Portugees voetballer
- 1997 - Koji Miyoshi, Japans voetballer
- 1998 - Satoko Miyahara, Japans kunstschaatsster
- 1999 - Linus Lundqvist, Zweeds autocoureur
- 2000 - Nina Derwael, Belgisch gymnaste
- 2000 - Fausto Vera, Argentijns voetballer
- 2001 - Benoît Badiashile, Frans-Congolees voetballer
- 2001 - Toshio Lake, Nederlands-Filipijns voetballer
- 2001 - Khéphren Thuram, Frans-Martinikaans voetballer
- 2001 - William Simba, Belgisch voetballer
- 2003 - Bright Arrey-Mbi, Duits-Engels voetballer
- 2003 - Tereza Bábíčková, Tsjechisch autocoureur
- 2003 - Ibrahim Cissoko, Nederlands-Guinees voetballer
- 2004 - Michael Leonard, Canadees wielrenner
- 2005 - Saël Kumbedi, Frans-Congolees voetballer
- 2005 - Dimitris Rallis, Nederlands-Grieks voetballer

## Overleden

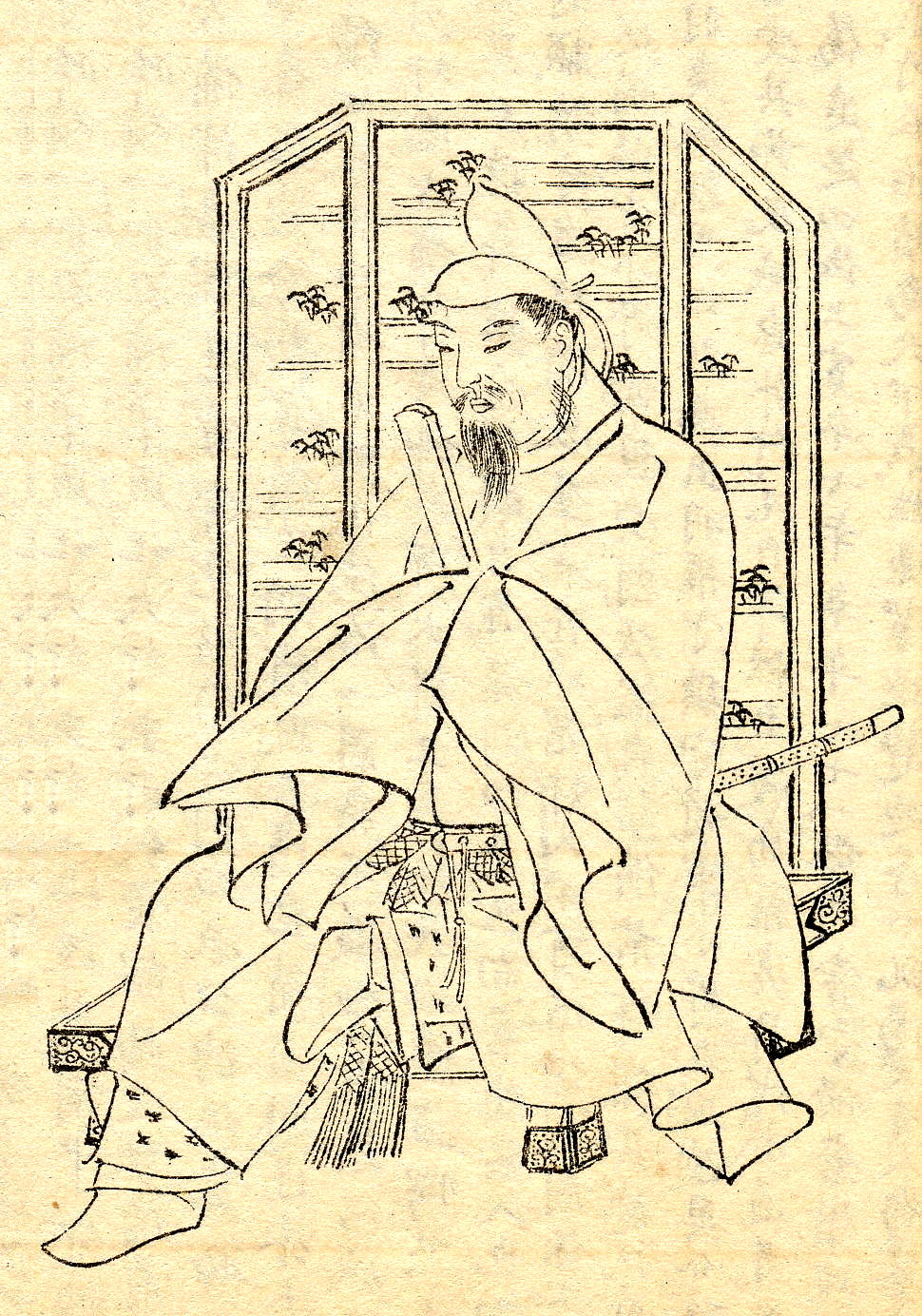
Sugawara no Michizane
overleden in 903

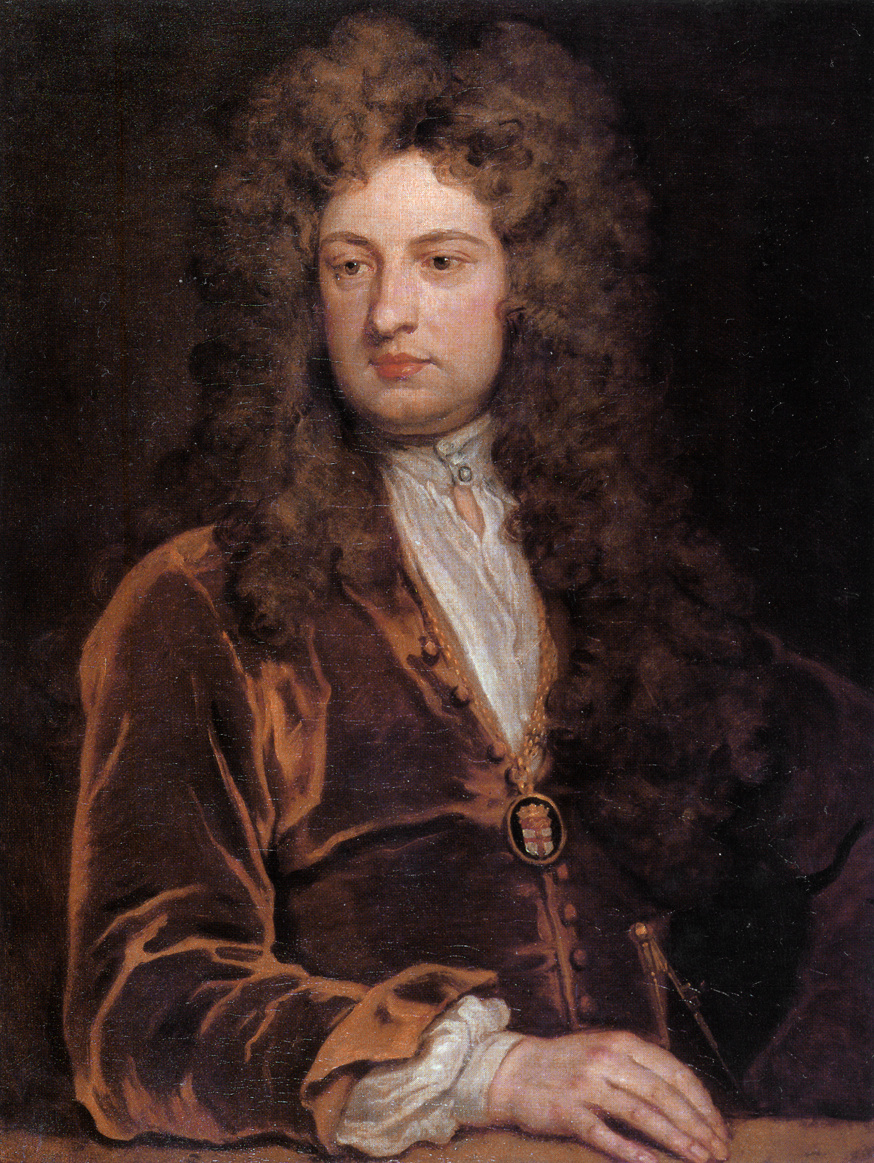
John Vanbrugh,
overleden in 1726

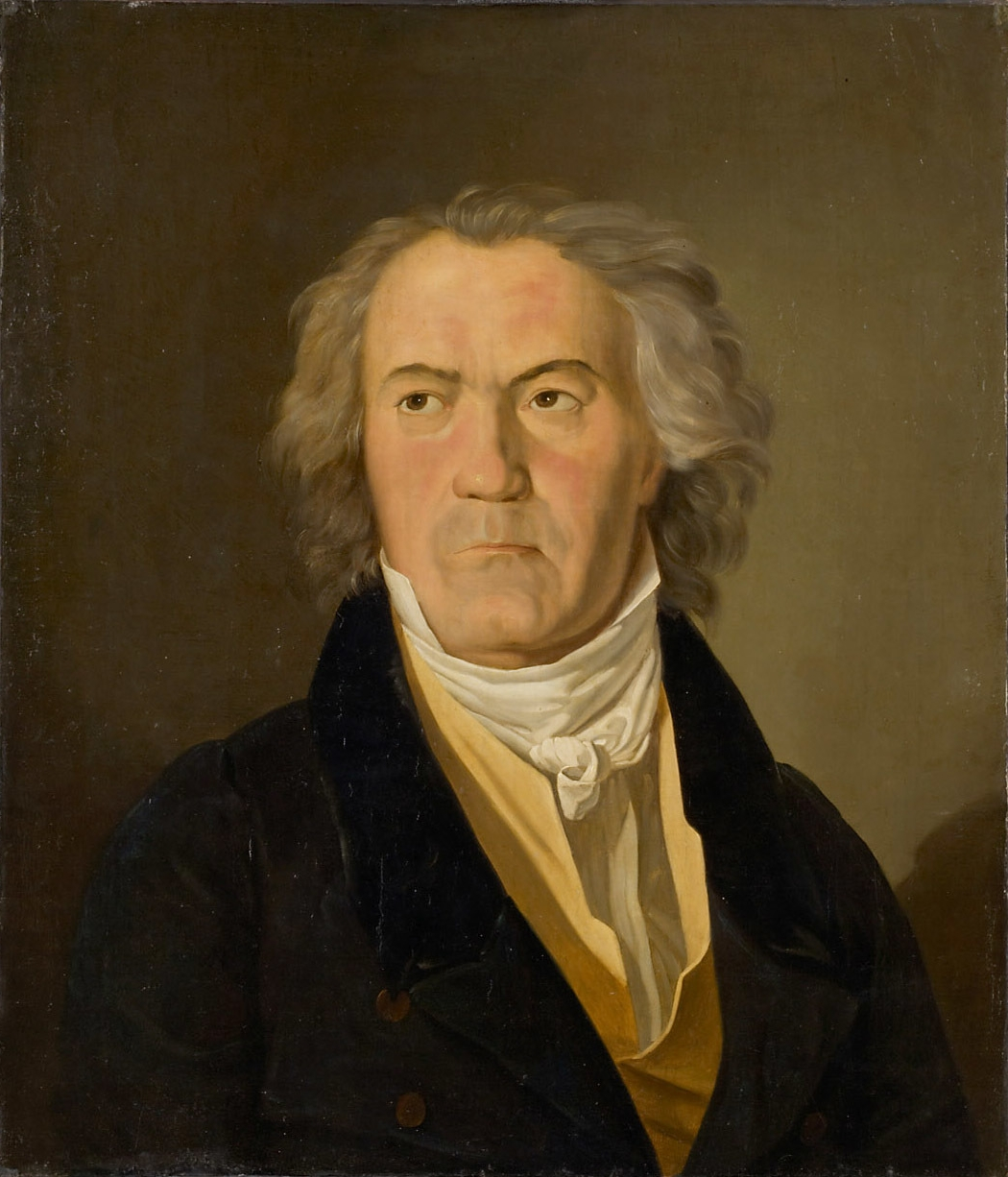
Ludwig van Beethoven,
overleden in 1827

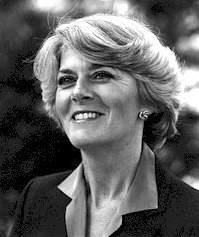
Geraldine Ferraro
overleden in 2011

- 903 - Sugawara no Michizane (58), Japans bestuurder
- 922 - Mansur al-Halladj (63), Perzisch dichter
- 1130 - Sigurd I, koning van Noorwegen
- 1211 - Sancho I (57), koning van Portugal
- 1657 - Jacob van Eyck, Nederlands musicus en componist
- 1726 - John Vanbrugh (62), Engels architect en toneelschrijver
- 1797 - James Hutton (72), Brits geoloog
- 1820 - Gerard van Dinter (73), Nederlands kunstschilder
- 1827 - Ludwig van Beethoven (56), Duits componist
- 1857 - Thomas Peters (111 of 112?), mogelijk oudste Nederlandse man en voormalig oudste persoon ter wereld ooit
- 1863 - James Drummond (circa 77), Brits botanicus en naturalist, pionier in West-Australië
- 1871 - François-Joseph Fétis (87), Belgisch componist, muziekpedagoog, musicoloog, violist, klavecinist en muziekcriticus
- 1902 - Cecil Rhodes (48), Brits imperialist
- 1923 - Sarah Bernhardt (78), Nederlands/Frans actrice
- 1931 - Kate Marsden (71), Brits missionaris, ontdekkingsreiziger en verpleegster
- 1932 - Laurentius Schrijnen (70), Nederlands bisschop van Roermond
- 1940 - Spiridon Louis (67), Grieks marathonloper en olympisch kampioen (1896)
- 1942 - Paul von Goldberger (61), Oostenrijks-Hongaars voetballer
- 1945 - David Lloyd George (82), Brits politicus
- 1954 - Anne Lybaert (60), Belgisch onderneemster
- 1957 - Édouard Herriot (84), Frans politicus
- 1957 - Max Ophüls (57), Duits/Frans filmregisseur
- 1959 - Raymond Chandler (70), Amerikaans detectiveschrijver
- 1962 - Cyrillus Kreek (72), Estisch componist
- 1973 - Noël Coward (73), Engels toneelschrijver
- 1983 - Paul Fässler (81), Zwitsers voetballer
- 1987 - Eugen Jochum (84), Duits dirigent
- 1993 - Reuben Fine (78), Amerikaans schaker
- 1995 - Eazy-E (31), Amerikaans rapper
- 1995 - Frans Mahn (61), Nederlands wielrenner
- 1995 - Alejandro Morera (85), Costa Ricaans voetballer en politicus
- 2001 - Hay Lamberts (66), Nederlands voetballer
- 2001 - Newton Strandberg (80), Amerikaans componist
- 2005 - James Callaghan (92), Brits politicus en premier
- 2005 - Paul Hester (46), Australisch drummer
- 2006 - Paul Dana (30), Amerikaans IRL-coureur
- 2006 - Ole Madsen (71), Deens voetballer
- 2006 - Manar Maged (1), Egyptisch meisje, geboren met twee hoofden
- 2007 - Beniamino Andreatta (78), Italiaans econoom en politicus
- 2007 - Heinz Schiller (77), Zwitsers autocoureur
- 2007 - Sylvia Straus (94), Amerikaans klassiek pianist
- 2007 - Michail Oeljanov (79), Russisch acteur
- 2009 - Griselda Álvarez (95), Mexicaans schrijfster en politica
- 2009 - Arne Bendiksen (82), Noors zanger
- 2009 - Jef Diederen (88), Nederlands kunstenaar
- 2009 - Timbul Suhardi (66), Indonesisch komisch acteur
- 2011 - Geraldine Ferraro (75), Amerikaans politica
- 2011 - Ellen Helmus (64), Nederlands jazzfluitiste en muziekdocente
- 2011 - Diana Wynne Jones (76), Brits schrijfster
- 2013 - Don Payne (48), Amerikaans scenarioschrijver
- 2015 - Jimmy McGill (68), Schots voetballer
- 2015 - John Renbourn (70), Brits gitarist en songwriter
- 2015 - Tomas Tranströmer (83), Zweeds dichter
- 2015 - Hugo Walker (81), Nederlands honkballer, voetballer en sportverslaggever
- 2016 - Jim Harrison (78), Amerikaans schrijver
- 2016 - Igor Pasjkevitsj (44), Russisch kunstschaatser
- 2016 - Bill Slater (99), Australisch biochemicus
- 2016 - André Sol (100), Nederlands bisschop
- 2017 - Vladimir Kazatsjonok (64), Russisch voetballer en voetbaltrainer
- 2018 - Linda Brown (75), Amerikaans burgerrechtenactiviste
- 2018 - Sándor Demján (74), Hongaars zakenman, rijkste man van Hongarije
- 2019 - Hans Eschbach (70), Nederlands predikant
- 2019 - Miklós Martin (87), Hongaars waterpolospeler
- 2019 - Ranking Roger (56), Brits zanger en muzikant
- 2020 - Roger Baens (86), Belgisch wielrenner
- 2020 - Maria Teresa van Bourbon-Parma (86), Spaans-Frans edelvrouw en activiste
- 2020 - Peter van Bueren (78), Nederlands filmjournalist
- 2020 - Michel Hidalgo (87), Frans voetballer en voetbalcoach
- 2020 - Rolf Huisgen (99), Duits scheikundige
- 2020 - John O'Leary (70), Iers golfer
- 2021 - Coosje Wijzenbeek (72), Nederlands violiste en viooldocente
- 2022 - Tina May (60), Brits jazzzangeres
- 2023 - María Kodama (86), Argentijns dichteres
- 2023 - Karl-Josef Rauber (88), Duits-Vaticaans diplomaat en kardinaal
- 2023 - Paul Rüpp (65), Nederlands burgemeester
- 2024 - Jerre Hakse (86), Nederlands beeldend kunstenaar
- 2024 - Richard Serra (85), Amerikaans beeldhouwer en videokunstenaar
- 2024 - André Van Herpe (90), Belgisch voetballer
- 2025 - Leo Boudewijns (93), Nederlands directeur, platencoryfee, radioman, ontwerper en schrijver
- 2025 - David Childs (83), Amerikaans architect
- 2025 -  Christa Laetitia Deeleman-Reinhold (94), Nederlands arachnologe
- 2025 - Dick Verkijk (95), Nederlands journalist en auteur

## Viering/herdenking

Bangladesh Onafhankelijksdag

- Bangladesh: Onafhankelijkheidsdag (1971)
- Pasen in 1595, 1606, 1617, 1690, 1758, 1769, 1780, 1815, 1826, 1837, 1967, 1978, 1989, 2062.
- Rooms-Katholieke kalender:
  - Heilige Lu(i)dger (van Münster) († 809) - Gedachtenis (in Bisdom Groningen en Bisdom Utrecht)
  - Heilige Larissa (van de Krim) († vóór 370)
  - Heilige Quadratus, Theodosius van Anatolia en Emmanuel († c. 304)
  - Heiligen martelaren van Rome: Thecla en Peter
  - Heilige Castulus (van Rome) († 286)
  - Heilige Basil de Jongere († 952)

## Weerextremen

### Nederland
| | Officiële records      | Officiële records | Officiële records |      | Landelijke records | Landelijke records | Landelijke records                          |
| Gebeurtenis | Jaar                   | Extreem           | Locatie           | Jaar | Extreem            | Locatie            |                                             |
| --- | ---------------------- | ----------------- | ----------------- | ---- | ------------------ | ------------------ | ------------------------------------------- |
| Laagste etmaalgemiddelde temperatuur (°C) | 1901                   | −1,4              | De Bilt           |      | 1901               | −1,4               | De Bilt                                     |
| Hoogste etmaalgemiddelde temperatuur (°C) | 1923                   | 14,3              | De Bilt           |      | 1955               | 15,3               | Maastricht                                  |
| Laagste minimumtemperatuur (°C) | 1901                   | −6,6              | De Bilt           |      | 1901 1970          | −6,6               | De Bilt Twenthe                             |
| Hoogste minimumtemperatuur (°C) | 2006                   | 11,8              | De Bilt           |      | 2006               | 12,6               | Westdorpe                                   |
| Laagste maximumtemperatuur (°C) | 1919                   | 2,1               | De Bilt           |      | 1941               | 0,8                | De Kooy                                     |
| Hoogste maximumtemperatuur (°C) | 1923                   | 20,1              | De Bilt           |      | 1923               | 22,2               | Maastricht                                  |
| Hoogste uurgemiddelde windsnelheid (m/s) | 1911                   | 14,4              | De Bilt           |      | 1979 1983          | 23,1               | Cadzand, IJmuiden Cadzand, Hoek van Holland |
| Hoogste windstoot (m/s) | 1979                   | 23,7              | De Bilt           |      | 1983               | 31,9               | Cadzand                                     |
| Langste zonneschijnduur (uur) | 2007, 2012, 2020, 2022 | 11,5              | De Bilt           |      | 2012 2020          | 11,8               | Eindhoven De Kooy, Hoorn Terschelling       |
| Langste neerslagduur (uur) | 1937                   | 13,0              | De Bilt           |      | 1992               | 17,0               | Maastricht                                  |
| Hoogste etmaalsom van de neerslag (mm) | 2006                   | 19,3              | De Bilt           |      | 2006               | 19,3               | De Bilt                                     |
| Laagste etmaalgemiddelde relatieve vochtigheid (%) | 2020                   | 40                | De Bilt           |      | 2020               | 40                 | De Bilt, Hoek van Holland                   |
| Laagste uurwaarde luchtdruk op zeeniveau (hPa) | 1927                   | 982,4             | De Bilt           |      | 1927               | 978,6              | De Kooy                                     |
| Hoogste uurwaarde luchtdruk op zeeniveau (hPa) | 2012                   | 1037,2            | De Bilt           |      | 2012               | 1038,1             | De Kooy, Vlieland                           |
| Officiële records worden altijd gemeten op het KNMI-weerstation in De Bilt. Landelijke records kunnen worden gemeten op elk officieel KNMI-weerstation in Nederland. |                        |                   |                   |      |                    |                    |                                             |

Uitzonderlijke gebeurtenissen
- 1912 - Eerste officiële zachte dag van het jaar (maximumtemperatuur ≥ 15 °C in De Bilt)
- 1923 - Eerste officiële warme dag van het jaar (maximumtemperatuur ≥ 20 °C in De Bilt)
- 1923 - Eerste landelijke warme dag van het jaar gemeten in De Bilt, Maastricht en Vlissingen (maximumtemperatuur ≥ 20 °C op een officieel weerstation)
- 1926 - Eerste officiële zachte dag van het jaar (maximumtemperatuur ≥ 15 °C in De Bilt)
- 1932 - Eerste landelijke zachte dag van het jaar gemeten in Maastricht (maximumtemperatuur ≥ 15 °C op een officieel weerstation)
- 1982 - Eerste officiële zachte dag van het jaar (maximumtemperatuur ≥ 15 °C in De Bilt)
- 1982 - Eerste landelijke zachte dag van het jaar gemeten in De Bilt, Deelen, Eelde, Eindhoven, Gilze-Rijen, Rotterdam, Schiphol, Soesterberg, Twenthe en Volkel (maximumtemperatuur ≥ 15 °C op een officieel weerstation)
- 2006 - Eerste officiële zachte dag van het jaar (maximumtemperatuur ≥ 15 °C in De Bilt)

### België
Dagrecords
- 1901 - Laagste etmaalgemiddelde temperatuur −1,6 °C
- 1923 - Hoogste etmaalgemiddelde temperatuur 15,5 °C
- 1901 - Laagste minimumtemperatuur −5,9 °C
- 1923 - Hoogste maximumtemperatuur 20,8 °C
- 1882 - Hoogste etmaalsom van de neerslag 29,2 mm. Dit is de natste dag ooit in de maand maart.

Uitzonderlijke gebeurtenissen
- 1963 - Een tornado veroorzaakt schade in Mussy-la-Ville (Musson) in Belgisch Lotharingen.
- 1971 - Hevig onweer veroorzaakt veel schade in de streek van Mechelen.

<< · 1 · 2 · 3 · 4 · 5 · 6 · 7 · 8 · 9 · 10 · 11 · 12 · 13 · 14 · 15 · 16 · 17 · 18 · 19 · 20 · 21 · 22 · 23 · 24 · 25 · 26 · 27 · 28 · 29 · 30 · 31 · >>